# Евсевия (святая, Геллеспонт)
Евсе́вия (др.-греч. Εύσεβία; годы жизни неизвестны) — христианская святая, жившая в Геллеспонте. Годы жизни и биография неизвестны. Евсевия упоминается только в одном источнике — мартирологе Узуарда (умер в 877). День памяти в Западной церкви 9 ноября.